# این کائودا سمپر استات وننوم
این کائودا سمپر استات وننوم (به لاتین: In Cauda Semper Stat Venenum) آلبوم استدیویی اثر جاکولا در سبک پراگرسیو راک ایتالیایی است که در سال ۱۹۶۹ عرضه شد. بر خلاف بسیاری آلبوم‌های پراگرسیو راک ایتالیایی هم دوره‌اش، این آلبوم با فضای تاریک و گوتیک خود شناخته می‌شود. صدای گیتار در این آلبوم بیشتر شبیه به گروه‌های دوم متال دهه‌ی ۱۹۸۰ است که این موضوع ویژگی بسیار خاصی به این آلبوم می‌دهد.

## لیست آهنگ‌ها
1. ریتوس (۴:۰۶)
2. مجیستر دیکسیت (۱۰:۳۰)
3. تریومفاتوس ساد (۳:۳۵)
4. ونه‌فیکیوم (۲:۲۱)
5. اینیتایتیو (۶:۴۹)
6. این کائودا سمپر استات وننوم (۱۰:۰۵)

## دست‌اندرکاران
- آنتونیو بارتوچتی - خواننده، گیتار، باس
- چارلز تیرینگ - کیبوردز
- دوریس نورتون - درامز، جلوه‌های ویژه
- فیامام دالو اسپریتو - خواننده، ویولن، فلوت